# Coenosia agromyzina
Coenosia agromyzina este o specie de muște din genul Coenosia, familia Muscidae. A fost descrisă pentru prima dată de Fallen în anul 1825. Conform Catalogue of Life specia Coenosia agromyzina nu are subspecii cunoscute.